# Élections régionales de 1979 en Schleswig-Holstein
Les élections régionales de 1979 en Schleswig-Holstein (en allemand : Landtagswahl in Schleswig-Holstein 1979) se tiennent le 29 avril 1979, afin d'élire les 73 députés de la 9e législature du Landtag pour un mandat de quatre ans.
Le scrutin est marqué par une nouvelle victoire de la CDU, qui conserve de justesse sa majorité absolue acquise au cours des élections de 1971, mais perd sa majorité absolue en voix. Gerhard Stoltenberg reste donc ministre-président et devient le premier chef du gouvernement du Land à accomplir trois mandats consécutifs.

## Contexte
Aux élections régionales du 13 avril 1975, la CDU du ministre-président Gerhard Stoltenberg maintient de justesse sa majorité absolue : rassemblant 50,4 % des voix, elle fait élire 37 députés sur 73. Stoltenberg, à l'instar de ses deux prédécesseurs Kai-Uwe von Hassel puis Helmut Lemke, entame donc un deuxième mandat à la direction de l'exécutif du Land.
Le SPD, sous l'autorité de son nouveau chef de file Klaus Matthiesen, enregistre un résultat en léger recul avec 40,1 % des suffrages et 30 parlementaires, tandis que le FDP réussit à faire son retour au Landtag en réunissant 7,1 % des voix, ce qui lui donne sept sièges.
Peu après le scrutin, le bourgmestre de Süsel Günther Jansen prend la succession de Jochen Steffen en tant que président régional du SPD, alors que Matthiesen conserve le rôle de « chef de l'opposition » au Landtag puisque Jansen n'y siège pas.

## Mode de scrutin
Le Landtag est constitué de 73 députés (en allemand : Mitglied des Landtags, MdL), élus pour une législature de quatre ans au suffrage universel direct et suivant le scrutin proportionnel d'Hondt.
Chaque électeur dispose d'une voix, qui compte double : elle lui permet de voter pour un candidat de sa circonscription, selon les modalités du scrutin uninominal majoritaire à un tour, le Land comptant un total de 44 circonscriptions ; elle est alors automatiquement attribuée au parti politique dont ce candidat est le représentant.
Lors du dépouillement, l'intégralité des 73 sièges est répartie en fonction des voix attribuées aux partis, à condition qu'un parti ait remporté 5 % des voix au niveau du Land. Cette limite ne s'applique pas à la Fédération des électeurs du Schleswig du Sud, qui représente les Danois d'Allemagne. Si un parti a remporté des mandats au scrutin uninominal, ses sièges sont d'abord pourvus par ceux-ci.
Dans le cas où un parti obtient plus de mandats au scrutin uninominal que la proportionnelle ne lui en attribue, la taille du Landtag est augmentée jusqu'à rétablir la proportionnalité.

## Campagne

### Principales forces
| Parti | Parti                                                                              | Chef de file                             | Résultats de 1975          |
| ----- | ---------------------------------------------------------------------------------- | ---------------------------------------- | -------------------------- |
|       | Union chrétienne-démocrate d'Allemagne Christlich Demokratische Union Deutschlands | Gerhard Stoltenberg (Ministre-président) | 50,4 % des voix 37 députés |
|       | Parti social-démocrate d'Allemagne Sozialdemokratische Partei Deutschlands         | Klaus Matthiesen                         | 40,1 % des voix 30 députés |
|       | Parti libéral-démocrate Freie Demokratische Partei                                 | Uwe Ronneburger                          | 7,1 % des voix 5 députés   |
|       | Fédération des électeurs du Schleswig du Sud Südschleswigscher Wählerverband       | Karl Otto Mayer                          | 1,4 % des voix 1 député    |

## Résultats

### Voix et sièges
| Parti                             | Parti                                              | Voix      | Voix  | Sièges | Sièges        | Sièges | Sièges | Sièges        |
| Parti                             | Parti                                              | Votes     | %     | MU1    | +/-           | Liste  | Total  | +/-           |
| --------------------------------- | -------------------------------------------------- | --------- | ----- | ------ | ------------- | ------ | ------ | ------------- |
|                                   | Union chrétienne-démocrate d'Allemagne (CDU)       | 757 664   | 48,29 | 34     | 2             | 3      | 37     | en stagnation |
|                                   | Parti social-démocrate d'Allemagne (SPD)           | 653 982   | 41,69 | 10     | 2             | 21     | 31     | 1             |
|                                   | Parti libéral-démocrate (FDP)                      | 90 131    | 5,75  | 0      | en stagnation | 4      | 4      | 1             |
|                                   | Liste verte (GL)                                   | 38 009    | 2,42  | 0      | en stagnation | 0      | 0      | en stagnation |
|                                   | Fédération des électeurs du Schleswig du Sud (SSW) | 22 293    | 1,42  | 0      | en stagnation | 1      | 1      | en stagnation |
|                                   | Parti communiste allemand (DKP)                    | 3 123     | 0,20  | 0      | en stagnation | 0      | 0      | en stagnation |
|                                   | Parti national-démocrate d'Allemagne (NPD)         | 2 825     | 0,18  | 0      | en stagnation | 0      | 0      | en stagnation |
|                                   | Ligue communiste d'Allemagne de l'Ouest (KBW)      | 806       | 0,05  | 0      | Nv.           | 0      | 0      | Nv.           |
|                                   |                                                    |           |       |        |               |        |        |               |
| Votes valides                     | Votes valides                                      | 1 568 833 | 99,50 |        |               |        |        |               |
| Votes blancs et nuls              | Votes blancs et nuls                               | 7 936     | 0,50  |        |               |        |        |               |
| Total                             | Total                                              | 1 576 769 | 100   | 44     | en stagnation | 29     | 73     | en stagnation |
| Abstentions                       | Abstentions                                        | 316 473   | 16,72 |        |               |        |        |               |
| Nombre d'inscrits / participation | Nombre d'inscrits / participation                  | 1 893 242 | 83,28 |        |               |        |        |               |